# Horda de Nogái
La Horda de Nogái u Horda Nogái fue una confederación de nómadas turcos que ocupó la estepa póntica durante los siglos XVI y XVII, hasta que los rusos la desplazaron hacia el sur. «Nogái» es más un etnónimo que un grupo étnico. Los nogáis, junto a la Horda dorada, los cumanos, los pechenegos, los ávaros y los jázaros pertenecían a un mismo pueblo con diferentes grupos dominantes y ligeras diferencias en el idioma, de ahí el cambio de nombre de una tribu a otra. Su nombre proviene de Nogai Kan, kan del Imperio de la Horda Dorada del siglo XIII.

## Sociedad

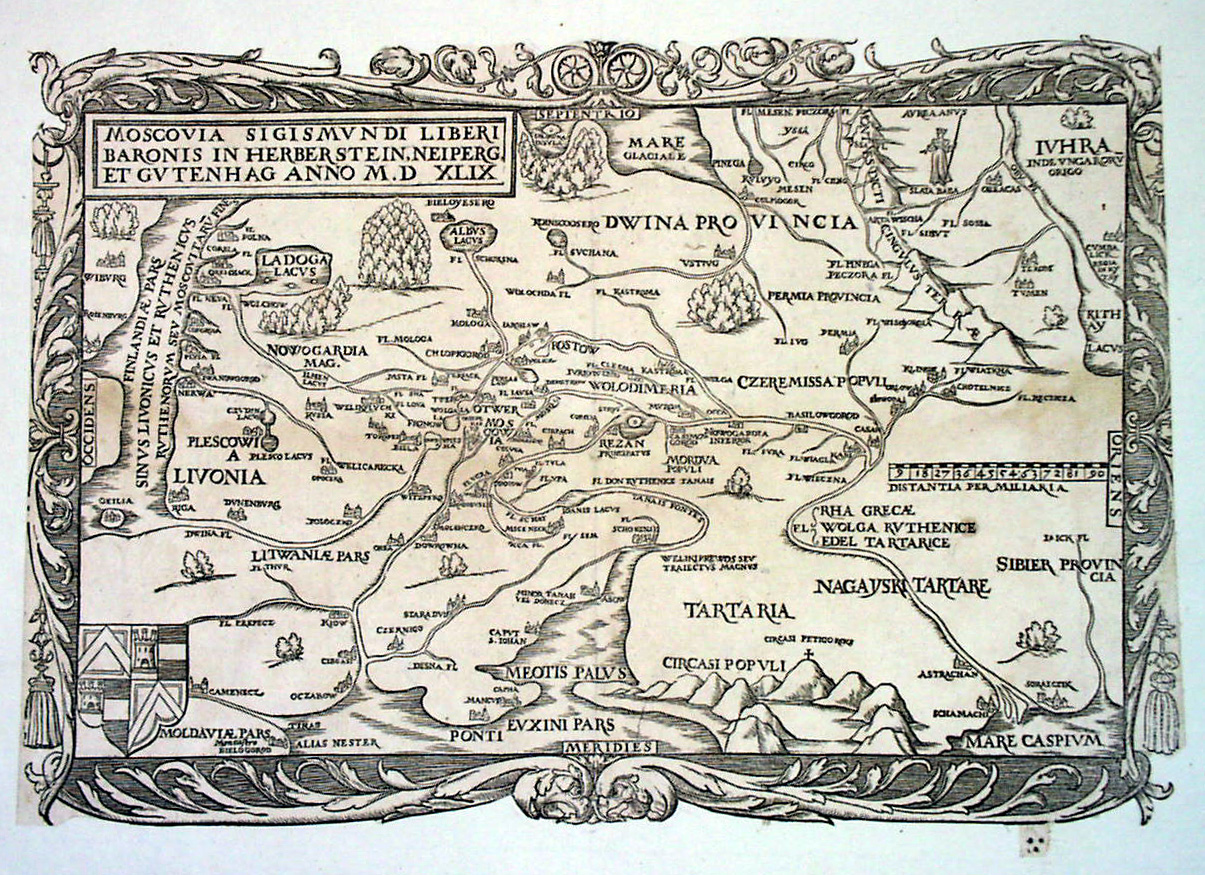
Sigismund von Herberstein sitúa "Nagayske Tartare" (los "tártaros nogái") en el bajo Volga en su mapa de 1549.

Existieron dos grupos de hordas Nogái: los que residían en el norte del mar Caspio, con su propio beg (caudillo), y los del norte del mar Negro, teóricamente sometidos al Kanato de Crimea. El primer grupo se desvaneció alrededor de 1632, derrotado por los calmucos. El segundo compartió el destino del Kanato de Crimea apenas un siglo más tarde, siendo sometido por el Imperio ruso.
El idioma nogayo formaba parte del de los pueblos túrquicos. Era una lengua de la misma familia que las de sus vecinos, los kazajos, baskiress y los tártaros de Kazán. Respecto a la religión, eran musulmanes, pero sus instituciones religiosas estaban débilmente desarrolladas.
Eran pastores nómadas dedicados al pastoreo de ovejas, caballos y camellos entre otros. Podían obtener otro tipo de bienes gracias al comercio de su ganado, el saqueo y el cobro de tributos. Una de sus principales fuentes de ingresos eran las incursiones para capturar esclavos, que vendían en Crimea y Bujará. La caza, la pesca, el comercio y la agricultura migratoria estacional tenían cierta importancia, si bien estas actividades están pobremente documentadas.
La unidad social básica era el semiautónomo “ulús”. Los aristócratas eran llamados “mirzá”. La capital o campamento de invierno se encontraba en Saráichik o Sarái-Dzhuk, a orillas del río Ural. El dirigente de los nogái era el beg (no tenían kan, pues sus gobernantes no se consideraban descendientes de Gengis Kan). Desde 1537 el segundo al mando era el nureddín, normalmente el hijo del beg o su hermano mayor, que era considerado el sucesor. El nureddín ocupaba la orilla derecha del Volga. A partir de 1560, hubo un segundo nureddín como jefe militar. El tercero al mando era el keikuvat. Los begs y los mirzás se declararían en muchas ocasiones vasallos de alguna potencia extranjera, pero tales declaraciones tenían poco efecto. La organización política era variable y dependía en gran parte del prestigio personal ya que, como nómadas, los nogái podían cambiar de caudillo simplemente marchándose. El robo de caballos, algo deplorable en muchas culturas, era considerado en la estepa como un honor y una parte importante de la vida social y económica.
Alrededor del 1557, hubo discrepancias entre Ismael Beg y Kazy Mirzá. Este último fundó la pequeña Horda Nogái en el río Kubán. A los nogái al norte del mar Caspio se los llamó desde entonces la Gran Horda Nogái.
Los Nogái al norte del mar Negro fueron vasallos nominales del Kan de Crimea. Estaban divididos en cuatro grupos: Budjak (desde el río Danubio hasta el Dniéster), Yedisán (desde el Dniéster hasta el Bug), Jamboyluk (del Bug a Crimea), Yedickul (al norte de Crimea) y Kubán. Las fuentes no dicen mucho al respecto, pero algunos de estos grupos debieron ser clanes o tribus. En particular, los Yedisán son mencionados como un grupo aparte en varias regiones.

## Historia

### Decadencia de la Horda de Oro
- 1299: Muere Nogai Khan, soberano mongol del que procede el nombre de la horda;
- 1406-19: Gobierna Edigu, fundador de la Horda Nogái;
- 1438: Fundación del Kanato de Kazán;
- 1441: Fundación del Kanato de Crimea;
- 1452: Fundación del Kanato de Kasímov (en Oká, como vasallo de Moscú). Comienza el dominio ruso sobre los pueblos turco musulmanes;
- 1465: Fundación del Kanato Kazako (o en 1480, sometido a debate);
- 1466: Fundación del Kanato de Astracán. La Horda de Oro, también llamada Gran Horda, queda reducida a algunos nómadas de las estepas alrededor de Sarai;
- Años 1470: Los Nogái son hostiles a la Horda de Oro, ahora en estado decadente;
- 1475: El Imperio otomano toma Kaffa, en Crimea, a los genoveses;
- 1480-1519: Moscovia y Crimea aliados contra la Horda y Lituania;
- 1480: Batalla del río Ugrá: la Horda no consigue atacar Moscú. Comienza la independencia rusa de los tártaros;
- 1481: Los Nogái matan al Kan de la Gran Horda en combate;
- 1502: El Kanato de Crimea destruye lo que queda de la Gran Horda;

### Independencia
- ca. 1509: Los nogái ocupan tierras abandonadas por la Gran Horda;
- 1519: Fin de la alianza entre Moscovia y Crimea;
- 1521: Los nogái, llevados al oeste por los kazajos, cruzan el Volga y atacan Astracán;
- 1521: Crimea y Kazán atacan Moscovia, asediando Moscú y llevándose un gran botín;
- 1522: Los kazajos capturan la capital nogái;
- 1523: Crimea toma brevemente Astracán, pero su ejército es destruido por los nogái;
- 1547-84: Durante el gobierno de Iván el Terrible se funda el Estado Ruso, gobernado por un Zar;
- 1552: Conquista de Kazán por Rusia. Los nogái pierden su tributo;
- ca. 1550-60: Desórdenes. Moscú vuelve impopular a Ismael Beg;
- 1556: Hambruna; Conquista de Astrakán por Rusia. Los nogái pierden su tributo;
- 1557: Mirzá Kazy cruza el Volga y funda la Pequeña Horda a lo largo del Kubán;
- 1569: Los otomanos, tratan, junto al Kanato de Crimea y la Pequeña Horda, de tomar Astracán;
- Años 1570: Los kazakos se adueñan del comercio Nogái a través del Asia Central hacia Moscú;
- 1571:  Saqueo de Moscú por el Kanato de Crimea junto a los nogái con más de 100.000 hombres. Alrededor de 150.000 rusos esclavizados;
- 1572: Fracasa la segunda campaña contra Rusia;
- Años 1580: Nuevas fortificaciones rusas en el Volga;
- 1580-81: Saráichick destruida por los cosacos;
- 1582-83: Rusia firma la paz con Suecia y Lituania;
- 1588: Muchos nogái se trasladan al Don. Duros combates entre la Pequeña y la Gran Horda;
- 1592: Incursión de Crimea en la frontera rusa;
- 1598: Moscú establece más fortificaciones en el sur;
- 1600: Moscú “nombra” un beg nogái por primera vez. Guerra civil entre los nogái.

### Declive
- 1500-1850:  La población rusa se extiende hacia el sur ocupando los bosques y estepas;
- 1613-43: Los calmucos, guerreros mongoles de religión budista, avanzan hacia el oeste desde Zungaria y ocupan el área entre el Don y el Emba. Algunos nogái del este se unen a los kazajos y karakalpakos. Otros permanecen como vasallos de los calmucos. Un tercer grupo cruza el Volga por el suroeste hasta el Kubán o al oeste a través del Don, volviéndose vasallos de Crimea;
- 1619: Isterek Beg muere. Guerra civil. No está claro quién es el Beg desde entonces;
- 1633: Última incursión Crimea-Nogái hasta el Oká;
- 1634: Gran derrota de los nogái por los calmucos;
- 1643: Los calmucos repelidos de Astracán;
- 1672: Calmucos, rusos y cosacos asedian Azov;
- 1693: Los calmucos atacan a los nogái enviados por Rusia;
- 1711: 20.474 calmucos y 4100 rusos atacan Kubán. Mueren 11.460 nogái, se ahogan otros 5.060 y vuelven con un botín de 2.000 camellos, 39.200 caballos, 190.000 reses, 220.000 ovejas y 22.100 cautivos, de los que solo 700 eran hombres adultos. A su retorno se encuentran y derrotan a un ejército nogái que regresaba, liberando 2.000 cautivos rusos;
- Años 1720: Se abandonan 15.000 “tiendas” de los nogái a los calmucos;
- 1736-39: Ocupación temporal de Azov por los rusos;
- 1770: Los yedisán se alían con Rusia, bloqueando la ruta terrestre desde los Balcanes hasta Crimea;
- 1771: Retorno de los calmucos de más allá del Volga a Zungaria;
- 1772: Muchos nogái de Crimea aceptan protección rusa;
- 1774: El Kanato de Crimea se convierte en vasallo ruso;
- 1783: Crimea anexionada por Rusia, muchos nogái se trasladan del bajo Dnieper a Kubán;

En los siguientes 150 años, los puertos del mar Negro permiten una expansión masiva de la población y agricultura rusa en el sur.
- ca. 1860: Cientos de miles de musulmanes migran de Rusia al Imperio otomano
- 2002: Población nogái: 90.700
- 2007: Creado el raión Nogái en la República de Karacháevo-Cherkesia